# Toxicochlespira pagoda
Toxicochlespira pagoda é uma espécie de gastrópode do gênero Toxicochlespira, pertencente a família Mangeliidae.